# Tường Vân
Tường Vân (tiếng Trung: 祥云县, Hán Việt: Tường Vân huyện) là một huyện thuộc Châu tự trị dân tộc Bạch Đại Lý tại tỉnh Vân Nam, Cộng hòa Nhân dân Trung Hoa. Huyện này có diện tích 2498 km2, dân số năm 2002 là 440.000 người. Huyện lỵ tại trấn Tường Thành.

## Các đơn vị hành chính
Huyện Tường Vân quản lý các đơn vị hành chính sau:
- Các trấn: Tường Thành (祥城镇)、Vân Nam Dịch (云南驿镇)、Hạ Trang (下庄镇)、Lưu Hán (刘厂镇) và Hòa Điện (禾甸镇)
- Các hương: Châu Gia (周家乡)、Sa Long (沙龙乡)、Lộc Minh (鹿鸣乡)、Phổ Bằng Di tộc (普棚彝族乡)、Sơn Đông Di tộc (东山彝族乡) và Mễ Điện Di tộc (米甸彝族乡).